# Echiophis brunneus
Echiophis brunneus is een  straalvinnige vissensoort uit de familie van slangalen (Ophichthidae). De wetenschappelijke naam van de soort is voor het eerst geldig gepubliceerd in 1983 door Castro-Aguirre & Suárez de los Cobos.
De soort staat op de Rode Lijst van de IUCN als niet bedreigd, beoordelingsjaar 2007.